# Xylotrechus chinensis
Xylotrechus chinensis là một loài bọ cánh cứng trong họ Cerambycidae.